# Proclossiana isabella
Proclossiana isabella är en fjärilsart som beskrevs av Sahlberg 1883. Proclossiana isabella ingår i släktet Proclossiana och familjen praktfjärilar. Inga underarter finns listade i Catalogue of Life.